# Фредро, Ян Александр
Граф Ян Александр Фредро (пол. Jan Aleksander Fredro; 2 сентября 1829, Львов, Австрийская империя — 15 мая 1891, Семянице (ныне Великопольское воеводство, Польша)) — польский драматург, писатель-мемуарист. Участник революции 1848 г. в Австрийской империи.

## Биография

Герб Фредро

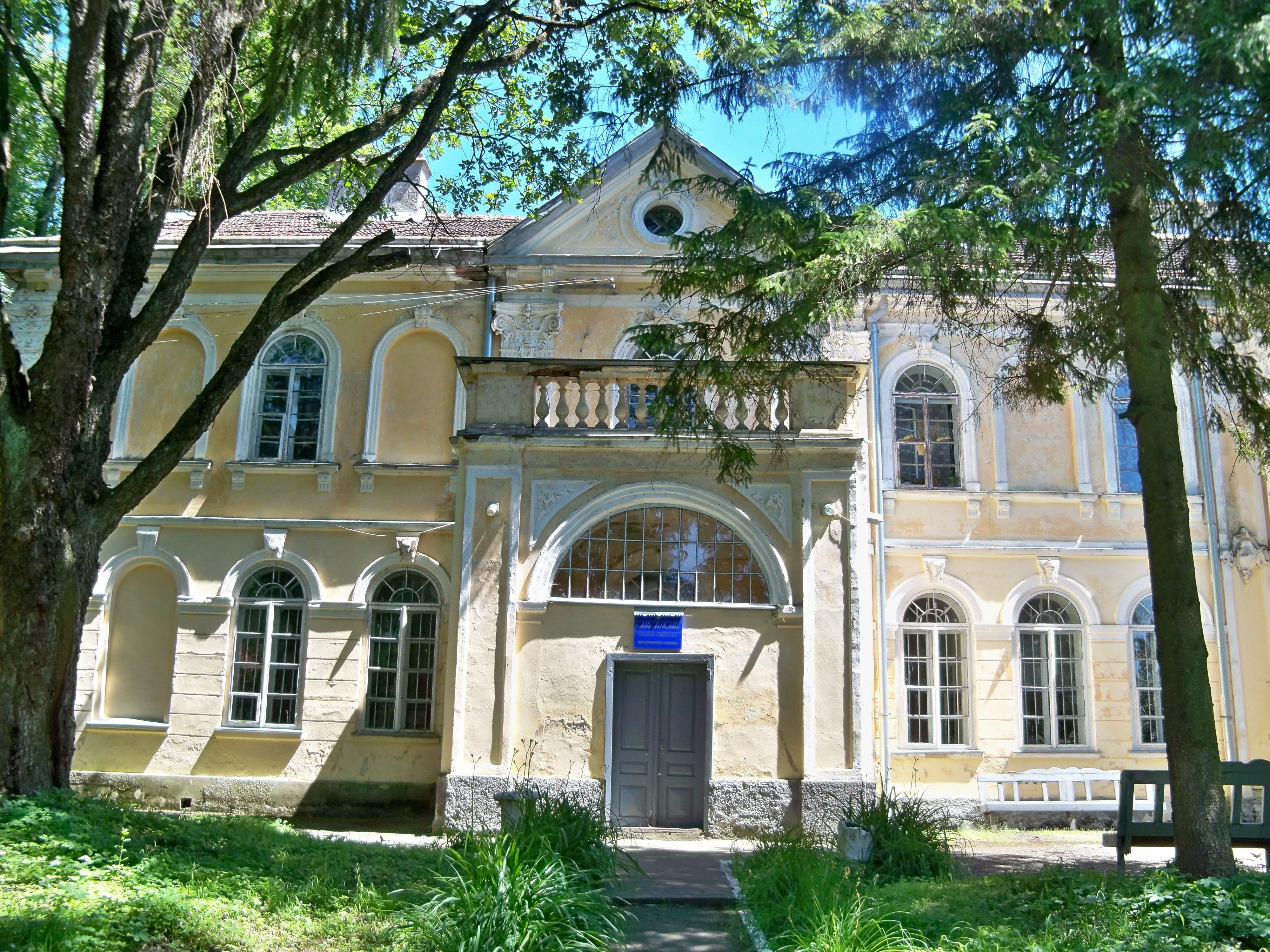
Дворец Фредро в с. Беньковая Вишня

Представитель богатой графской (в прошлом — сенаторской) семьи Фредро. Единственный сын Александра Фредро (1793—1876), классика польский литературы, комедиографа, поэта и мемуариста.
Получил домашнее образование. Учился в гимназиях Львова, изучал право во Львовском университете.
Во время Весны народов в 1848 году его отец был членом Львовского национального совета, Ян Александр, по примеру отца, бывшего солдата армии Наполеона, примкнул к восставшим. В возрасте 19 лет, вступил в Национальную гвардию во Львове. С осени 1848 года был участником венгерского национального восстания. Отличился в нескольких сражениях, за что ему был присвоен чин подпоручика и награждён Крестом за заслуги. Служил адъютантом подполковника Владислава Хожницкого.
После поражения в сражении при Темешваре в 1849 году бежал вместе с остатками армии генерала Г. Дембинского в Османскую империю, оттуда перебрался во Францию и поселился в Париже в 1850 году. Там встретился со своими родителями и сестрой, которые поддерживали его в эмиграции в течение пяти лет.
В 1857 году после амнистии, объявленной австрийским императором, Ян Александр Фредро смог вернуться в Галицию, где находился под надзором полиции. Занялся хозяйством в семейном имении Беньковая Вишня.

## Брак и дети
В 1858 году он женился на Марии Миер (1839–1862). В браке родилось двое детей:
- Анджей Максимилиан (1859–1898) — писатель и землевладелец, женат, брак бездетный
- Мария (1862–1937) — автор воспоминаний о своем деде и отце, в 1881 году во Львове вышла замуж за Петра Шембека (1845–1896) — члена немецкого парламента, трое детей: Ядвига, София и Александр.

## Творчество
По возвращении в Галицию, Я. А. Фредро занялся литературным творчеством.
Его драматические произведения довольно часто в 1865—1886 годах ставились на польских сценах; они скорее принадлежат к разряду фарсов, чем комедий.
Автор позитивистских и морализаторских комедий, главным образом, из жизни провинциального дворянства. До 1883 года он написал 17 пьес.
Сочинения его вышли в 4 томах в 1872 и 1881 гг.

## Избранные произведения
Пьесы
- Przed śniadaniem (1865).
- Drzemka Pana Prospera.
- Piosenka Wujaszka.
- Poznaj, nim pokochasz
- Basza i ułany (оперетта)
- Posażna jedynaczka
- Mentor
- Obce żywioły
- Śmierć i żona od Boga przeznaczona.

После 1879 года писал воспоминания.